# Ghulam Mustafa Khan
Ghulam Mustafa Khan (Badaun; 3 de marzo de 1931-Mumbai; 17 de enero de 2021), fue un cantante y músico indio.

## Biografía
Fue intérprete de la música clásica indostánica. Hijo de Waris Hussain Khan y nieto de Inayat Hussain Khan de Sahaswan Gharana. Ha sido asociado con la industria del cine hindi y como cantante de playback entre muchos otros músicos clásicos. Fue galardonado con el Premio Padma Shri en 1991, seguido por Padma Bhushan, el tercer premio civil más alto de la India en 2006. En 2003 fue galardonado con un reconocimiento más alto de la India como el Premio Académico Sangeet Natak.
Fue uno de los pocos artistas que actuaron en la conferencia organizada por el Dr. Rajendra Prasad (expresidente de la India) en 1952. Actuó en el Golden Jubilee en presencia de la honorable Reina del Reino Unido, y en el Festival de Lille en presencia de Diana de Gales en Francia
Ghulam Mustafa Khan falleció repentinamente el 17 de enero de 2021 a los 89 años, en su residencia de Mumbai.

## Discografía
Ha participado como cantante de playback y director musical de películas premiadas como : 
- Bhuvan Shome
- Badnam Basti
- Umrao Jaan (1981)
- Chhand Pretticha (Marathi)
- Drut (Bengalí)
- Anarkali (Telugu)
- Aagman (director musical solamente)
- Shreeman Aashiq

## Premios y distinciones
- 1991, Premio Padma Shri
- 2006, Premio Padma Bhushan
- 2003, Premio Académico Sangeet Natak
- Premio Ustad Haafiz Ali Khan y premio Ustad Chand Khan
- Actuó en la Universidad de Baltimore y se le otorgó la ciudadanía honoraria de la ciudad de Baltimore.
- Ciudadanía honoraria por su destacada contribución al campo de la Música clásica india en 1986 (por Gobernador de Maryland)